# Un vison pour mademoiselle
Pour plus de détails, voir Fiche technique et Distribution.
Un vison pour mademoiselle ou La Bande de Lady Appleby (Make Mine Mink) est un film britannique réalisé par Robert Asher, sorti en 1960.

## Synopsis
Le major Rayne, Nanette et "Pinkie" Pinkerton sont des locataires de Dame Beatrice, une vieille philanthrope. Ils s'ennuient. Lily, la jolie gouvernante de Dame Beatrice, entend malgré elle une dispute entre leurs voisins, les Spanager. Lorsque Mme Spanager refuse le cadeau de son mari, un manteau de vison, car il ment à propos de ses voyages d'affaires, il fait semblant de le jeter dehors par le balcon, mais en fait le cache dans leur appartement. Lily s'en empare et le donne à son employeur pour lui montrer sa gratitude de l'avoir engagée malgré son casier judiciaire. Dame Beatrice, d'abord contente, pense que Lily l'a volé. Avec ses locataires, elle concocte un plan pour remettre la fourrure à sa place avant que le propriétaire s'en aperçoive. Le "gang" y arrive grâce aux conseils du major en retraite. Les quatre sont si heureux de leur escapade qu'ils décident de voler d'autres fourrures, leur butin étant destiné à des œuvres de charité. C'est le propre neveu de Dame Beatrice, Freddie, qui va se révéler être leur receleur.
Lorsque Lily découvre ce qu'ils font, elle leur explique à quel point ils ont de la chance de ne pas être derrière les barreaux, et leur fait promettre d'arrêter leurs activités criminelles. Mais, quand Dame Beatrice reçoit une demande urgente d'argent pour financer un foyer pour enfants, ils décident de faire un dernier vol. Le Major organise un raid dans un cercle de jeux clandestin. Dame Beatrice fait semblant d'être une joueuse, pendant que les autres se déguisent en policiers. Ils organisent un faux raid, avec l'intention de s'emparer de toutes les fourrures du vestiaire. Mais une vraie descente de police a lieu quelques minutes après leur arrivée. Ils arrivent à s'enfuir avec quelques manteaux.
Lorsque l'inspecteur Pape de Scotland Yard arrive, ils pensent qu'ils vont être arrêtés. En fait il n'est là que pour enquêter sur le vol d'une fourrure appartenant à Nanette. Une fois qu'il est parti, Lily, furieuse, leur fait jurer de ne plus voler de fourrures.
Mais une nouvelle demande de fonds est faite à Dame Beatrice. Elle rappelle alors à ses complices qu'ils ont jurés uniquement de ne plus voler de fourrures. Lorsque Lily et son fiancé vont voir les joyaux de la Couronne, elle trouve que les Beefeaters qui gardent la salle où sont les joyaux ont un air familier. Mais elle rejette cette idée, alors qu'en fait elle avait raison.

## Fiche technique
- Titre original : Make Mine Mink
- Titre français : Un vison pour mademoiselle ou La Bande de Lady Appleby[1]
- Réalisation : Robert Asher
- Scénario : Michael Pertwee, d'après la pièce de théâtre Breath of Spring de Peter Coke
- Direction artistique : Carmen Dillon
- Décors : Vernon Dixon
- Costumes : Anthony Mendleson, fourrures de Swears and Wells
- Photographie : Reginald Wyer
- Son : C.C. Stevens, Bill Daniels
- Montage : Roger Cherrill
- Musique : Philip Green
- Production exécutive : Earl St. John
- Production : Hugh Stewart
- Société de production : The Rank Organisation
- Société de distribution : Rank Film Distributors
- Pays d'origine :  Royaume-Uni
- Langue originale : anglais
- Format : / Noir et blanc  — 35 mm — 1,37:1 — son mono
- Genre : Comédie
- Durée : 101 minutes
- Dates de sortie : 
  - Royaume-Uni : 24 juillet 1960
  - France : 19 mai 1961

## Distribution
- Terry-Thomas : Major Rayne
- Athene Seyler : Dame Beatrice
- Hattie Jacques : Nanette Parry
- Billie Whitelaw : Lily
- Elspeth Duxbury : Pinkie
- Jack Hedley : Jim Benham
- Raymond Huntley : Inspecteur Pape
- Kenneth Williams : Freddie Warrington
- Noel Purcell : un cambrioleur
- Irene Handl : Mme Spolinski
- Sydney Tafler : M. Spanager
- Joan Heal : Mme Spanager